# Природоохоронні території Білорусі
Природоохоронні території Білорусі — частина території Республіки Білорусь із цінними природними комплексами та/або об'єктами, які особливо пильно охороняються.
Цінні природні комплекси й об'єкти — унікальні, еталонні та/або непоправні природні комплекси та об'єкти, природничі екологічні системи, які мають особливе екологічне, наукове та/або естетичне значення, рідкісні природні ландшафти й біотипи, рідкісні види диких тварин та дикорослих рослин, які знаходяться під загрозою знищення, місця їх мешкання і виростання.
У 2018 році система містила 1289 об'єктів, загальна площа котрих 1861,7 ти. га чи 8,9% від загальної площі держави.
У 2020 році в Білорусі налічувалися понад 931 пам'ятку природи.

## Заповідники
В Республіці Білорусь функціонують 2 заповідники (Березинський біосферний заповідник і Поліський державний радіаційно-екологічний заповідник), 4 національних парків (Біловезька пуща, Браславські озера, Нарочанський національний парк та Прип'ятський національний парк), 433 заказники, 861 пам'ятка природи.